# Масдейк (Вестланд)
Масдейк (нід. Maasdijk) — село в нідерландській провінції Південна Голландія. Входить до муніципалітету Вестланд.

## Галерея

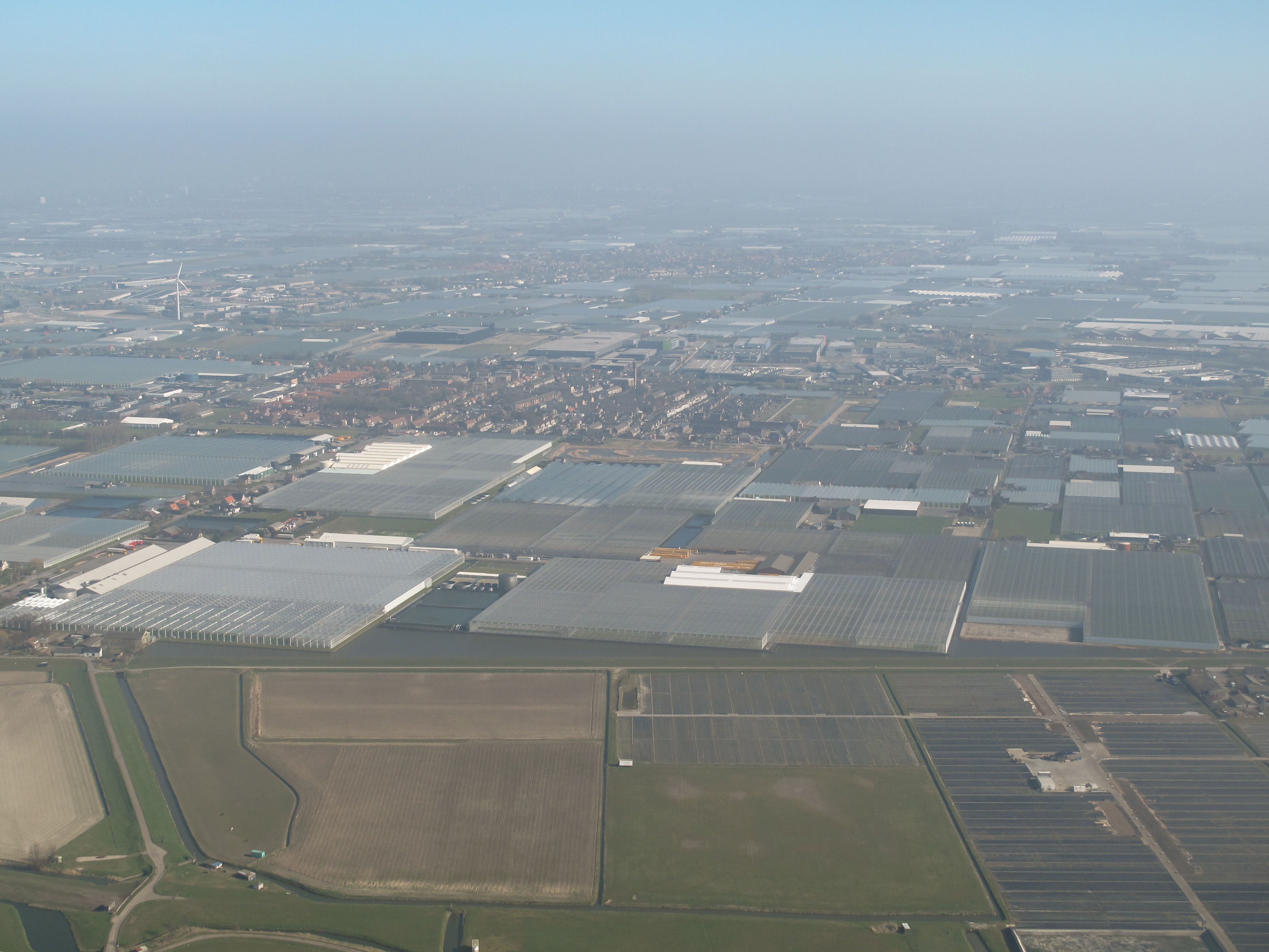
Панорама села